# Augusto Ivan Freitas Pinheiro
Augusto Ivan de Freitas Pinheiro CavMM (Palma, 17 de novembro de 1944) é um professor, arquiteto, escritor e urbanista brasileiro.
Estudioso em urbanismo e preservação do patrimônio cultural da cidade do Rio de Janeiro, publicou diversos livros, entre eles: "Encantos do Rio", "Barra da Tijuca: A construção do lugar", "Rua do Lavradio", "Lagoa Rodrigo de Freitas", "Porto do Rio: Construindo a Modernidade" e "Rio: 360°". Na prefeitura do Rio de Janeiro, ocupou os cargos de subprefeito do Centro, entre 1993 e 2001, e de Secretário de Urbanismo, entre 2006 e 2008, entre outros. Foi um dos responsáveis pela concepção do Corredor Cultural, projeto de preservação e revitalização do Centro  do Rio de Janeiro. Atualmente, integra a equipe da Empresa Olímpica Municipal do Rio de Janeiro, criada para planejar e monitorar ações relacionadas às Olimpíadas de 2016 e é professor de Urbanismo da Pontifícia Universidade Católica do Rio de Janeiro (PUC-Rio).

## Carreira
Augusto Ivan de Freitas Pinheiro atuou a maior parte de sua carreira profissional na prefeitura do Rio de Janeiro, onde ocupou diversos cargos executivos. Sua atuação se destacou, sobretudo, na preservação do patrimônio histórico da cidade e na preocupação com a ocupação do espaço urbano.
Entre 1968 e 1979, participou do desenvolvimento e execução de projetos de urbanismo, de obras viárias e de paisagismo em diversos locais da cidade, em especial o alargamento da Praia de Copacabana e a reurbanização da Lapa, tendo ocupado, a partir de 1975, o cargo de Diretor da Divisão de Estudos e Planos da Secretaria Municipal de Obras e Serviços Públicos. Entre 1979 e 1981, desempenhou a função de Assessor da Divisão de Projetos Especiais, na Secretaria Municipal de Planejamento e Coordenação Geral. Nesse período, foi responsável por projetos de legislação urbanística, reestruturação urbana, planos diretores locais, em especial a Macro-Estruturação Urbana da Cidade, a Reformulação do Plano da Cidade Nova e a Preservação do bairro do Catumbi.
Ainda na Secretaria Municipal de Planejamento e Coordenação Geral, foi um dos responsáveis pela concepção do Projeto Corredor Cultural, de preservação e revitalização do Centro da Cidade. O Corredor Cultural ganhou a incumbência de formular e aplicar as leis de proteção do Patrimônio Cultural do Centro do Rio de Janeiro, bem como as leis de incentivo à conservação do acervo arquitetônico histórico e as relações governo-comunidade. Augusto Ivan coordenou o Corredor Cultural entre 1981 e 1982 e entre 1985 e 1989. No meio tempo, entre 1982 e 1984, ocupou o cargo de Diretor Geral do Fundo Municipal de Desenvolvimento Social, vinculado à Secretaria Municipal de Desenvolvimento Social, respondendo pela gestão dos recursos financeiros destinados a diversos programas de saneamento, educação e saúde nas favelas do Rio de Janeiro.
A partir de 1989, foi responsável pela criação do setor de Projetos Urbanos no Instituto Pereira Passos, desenvolvendo e implantando projetos e obras de reurbanização em inúmeros locais do centro da cidade do Rio de Janeiro, entre outros na Lapa, rua Uruguaiana, Praça Tiradentes, Largo de São Francisco e rua Sete de Setembro, bem como do Mirante do Leblon.
Assumiu, em janeiro de 1993, a Subprefeitura do Centro da Cidade do Rio de Janeiro (responsável pelas regiões administrativas do Centro, Portuária, São Cristóvão, Santa Teresa, Rio Comprido e Paquetá). Como subprefeito, foi admitido em 1999 pelo presidente Fernando Henrique Cardoso à Ordem do Mérito Militar no grau de Cavaleiro especial. Ocupou o cargo de subprefeito até 2001, quando assumiu a função de Diretor de Urbanismo do Instituto Pereira Passos, coordenando projetos para o Centro do Rio e o Plano de Revitalização e Reestruturação da Região Portuária.
Em 2002, saiu da prefeitura do Rio de Janeiro, para ocupar a função de Secretário Geral do Instituto Light para o Desenvolvimento Urbano e Social, até fevereiro de 2003, quando retornou à prefeitura para assumir o cargo de Sub-Secretário Municipal de Urbanismo e, em seguida, de Secretário Municipal de Urbanismo, função que ocupou até dezembro de 2008.
Foi assessor de gabinete do vereador Alfredo Sirkis na Câmara Municipal do Rio de Janeiro entre 2009 e 2010. Em 2010, transferiu-se para a Companhia de Desenvolvimento Urbano do Porto do Rio de Janeiro (CDURP), onde ocupou o cargo de asssessor especial da Presidência até outubro de 2011. Atualmente, integra a equipe da Empresa Olímpica Municipal, criada para planejar e monitorar as ações do Município do Rio de Janeiro relacionadas aos Jogos Olímpicos de 2016.
Ao longo se sua carreira, Augusto Ivan foi membro dos Conselhos Municipal e Estadual de Proteção do Patrimônio Cultural e do Conselho Municipal de Proteção da Paisagem da Secretaria Municipal de Cultura e é membro do International Council on Monuments and Sites (ICOMOS), do Conselho Consultivo da Fundação Sítio Burle-Marx, da Associação dos Amigos do Paço Imperial e da Sociedade de Amigos da Igreja do Carmo da Antiga Sé. Tem participado, também, como conferencista, em diversos seminários nacionais e internacionais sobre temas de arquitetura, urbanismo e história das cidades.

## Formação e docência
Augusto Ivan graduou-se pela Universidade Federal do Rio de Janeiro (UFRJ) em 1968. Em 1974, cursou a pós-graduação em Planejamento Urbano no Bouwcentrum International Education em Roterdã e, em 1978, no Special Programme do Institute for Housing and Urban Development Studies, também em Roterdã, onde desenvolveu a monografia "Multifunctional Development of the Inner City", que deu origem ao projeto Corredor Cultural na prefeitura do Rio de Janeiro. Em 1985 concluiu os créditos do mestrado em Planejamento Urbano e Regional do Instituto de Planejamento Urbano e Regional da UFRJ. Foi professor no Instituto Brasileiro de Administração Municipal (IBAM) em diversos cursos entre 1980 e 1985, de Planejamento Urbano na Universidade Santa Úrsula, de 1979 a 1980, de Projetos Urbanos e Planejamento Integrado na Faculdade de Arquitetura do Centro Universitário Metodista Bennett, de 1980 a 2006, e atualmente leciona Urbanismo na Faculdade de Arquitetura e Urbanismo da Pontifícia Universidade Católica do Rio de Janeiro (PUC-Rio), onde ingressou em 2009.

## Prêmios
Em 2003, foi contemplado com a Medalha Pedro Ernesto, a mais importante comenda concedida no município do Rio de Janeiro, por suas contribuições à cidade. Em 2004, foi premiado com o Golfinho de Ouro, pelo Governo do Estado do Rio de Janeiro. Em 2008, recebeu o segundo lugar no Prêmio Jabuti de Literatura pelo livro "Rua do Lavradio", na categoria "Arquitetura, Urbanismo e Artes".

## Livros
- Meninos do Corredor Cultural. [S.l.]: Fundação Rio – Prefeitura da Cidade do Rio de Janeiro. 1981
- Rio de Janeiro – Guia Histórico do Centro da Cidade. [S.l.]: Rioarte,  Prefeitura da Cidade do Rio de Janeiro. 1985
- A História Jornalística do Corredor Cultural. [S.l.]: Rioarte,  Prefeitura da Cidade do Rio de Janeiro. 1987
- A cor no Corredor Cultural. [S.l.]: Rioarte, Prefeitura da Cidade do Rio de Janeiro. 1990
- Como Preservar o Seu (e o Nosso) Patrimônio. [S.l.]: Rioarte, Prefeitura da Cidade do Rio de Janeiro. 1990
- Rio que Desaparece. [S.l.]: Societá Editrici Umberto Allemandi & C, Itália. 1993
- Encantos do Rio. [S.l.]: Salamandra. 1993. ISBN 8528101304
- Rio 360º. [S.l.]: Torino, Itália. 1997. ISBN 8880681303
- Barra da Tijuca, A Construção do Lugar. [S.l.]: Sextante. 2001. ISBN 8575420062
- O Porto do Rio de Janeiro. [S.l.]: Andrea Jakobsson. 2004. ISBN 858874211X
- Rua do Lavradio. [S.l.]: Andrea Jakobsson. 2007. ISBN 9788588742277
- Lagoa Rodrigo de Freitas: Evolução Urbana e Paisagem. [S.l.]: Andrea Jakobsson. 2009. ISBN 9788588742390
- Rio de Janeiro: Cinco Séculos de História e Transformações Urbanas. [S.l.]: Casa da Palavra. 2010. ISBN 9788577341627
- Galeria. [S.l.]: Tix. 2011. ISBN 9788562733024

## Artigos
- «O Rio de Janeiro em Busca de sua Identidade». Revista de Administração Municipal, IBAM nº 158, Jan-Mar. 1981
- «A Propósito de Pedro Nava, Planejamento Urbano e Literatura». Revista Módulo, nº 78 – Dez. 1983
- «A Permanência do Espaço». Revista do Patrimônio, nº 24. 1984
- «A Imaginação Urbana». Revista Módulo nº 74. 1985
- «Corredor Cultural: Um Belo Saldo Nestes Seis Anos de Vida». Jornal Espaço Cultural – Agosto. 1985
- «Corredor Cultural, Um Projeto de Preservação para o Centro do Rio de Janeiro». Desenho Urbano – Anais do II Sedur. Ed. Pini. 1986
- «La Réhabilitacion à L'étranger Rio: Le Comerce Finnance La Réhabilitacion de L'habitat». Les Cahiers de L’ANAH, nº 41, Juin. 1987
- «Patrimônio Edificado II: Sítios Históricos / Núcleos Urbanos / Entornos». Revista do Patrimônio, nº 22/1987. SPHAN/PROMemória. 1987
- «Os Tons do Rio Antigo». Revista Design & Interiores – 10/09/1988. 1988
- «A Anti-Utopia da Razão». ESDINFORMA, Escola Superior de Desenho Industrial. Universidade do Estado do Rio de Janeiro - Entrevista. 1990
- «O Financiamento do Governo Local». In Cidade Anos 90: Catástrofe ou Oportunidade?. Ed Câmara de Comércio Brasil/Canadá – IBAM, págs. 128/130. 1991
- «Corredor Cultural: Un Proyecto de Preservación para el Centro de Rio de Janeiro». In Médio Ambiente Y Urbanización – Centros Históricos y Política Urbana. Ed. Instituto Internacional de Médio Ambiente Y Desarrollo - IIED, América Latina, Ano 9,  nº 38,  Março. 1992
- «As Obras na Lapa». In Arquitetura nº 117. Departamento do Rio de Janeiro do Instituto de Arquitetura do Brasil, Março/Abril. 1992
- «Patrimonio Cultural y Gestion Urbana: Área Central del Rio de Janeiro». In Salvaguarda Del Patrimônio Cultural Immueble Y Gestion Urbana. Ed. Institute For Housing Studies, Instituto Argentino de Investigadores de Historia de Arquitectura Y del Urbanismo, Comission de Comunidades Europeas, Brussels, Bélgica. 1993
- «Cultural Corridor: A Preservation District in Downtown Rio de Janeiro» (PDF). In Traditional Dwellingts And Settlement Review. Ed. Journal Of The International Association for The Study of Traditional Environment TDSR, VOL. IV, Number II, Spring. 1993
- «Recuperação do Centro do Rio». In 1ª Conferência de Cidades para o Século XXI – Reunião de Perfeitos. Relatório Final da Semana do Meio Ambiente. Ed. Instituto Brasileiro de Administração Municipal – IBAM. Prefeitura da Cidade do Rio de Janeiro. 1993
- «O Centro». In Eventual, nº 1 – Dezembro 1995. Ed. Paço Imperial. 1993
- «Preservation in Downtown Rio». Entrevista in Word Historical Cities, The League of Historical Cities Bolletin, pág. 08 – City of Kyoto - Japan. 1997
- «Acreditando na Praça Mauá». In Revista do INPI, Junho. 1998
- «O Paço e a Cidade». In Paço Imperial, Org. Lauro Cavalcanti. Ed. Sextante. 1999. ISBN 8586796379
- «Um Projeto para a Região Portuária do Rio». In Cadernos de Urbanismo Ano 3 nº4. Secretaria Municipal de Urbanismo. Prefeitura da Cidade do Rio de Janeiro. 2001
- «De Olho no Centro». In Rio Estudos nº 52  (Encarte do Diário Oficial). Prefeitura da Cidade do Rio de Janeiro, maio. 2002
- «Aprendendo com o Patrimônio». In Cidade: História e desafios, Org. Lucia Lippi Oliveira. Ed. FGV. 2002. ISBN 8522503850
- «Entrevista». In Capítulos da Memória do Urbanismo Carioca, Org. Américo Freire e Lucia Oliveira. Ed. FGV. 2002. ISBN 8587199048
- «A Reabilitação Urbana em Processo». In Cultura, Patrimônio e Habitação, Org. Evelyn F. W. Lima e Miria R. Maleque. Ed. Sete Letras. 2004. ISBN 8575771280
- «Preservar, Conservar e Modernizar: Um Novo Paradigma para a Reabilitação do Centro do Rio». In Urbanismo: Dossiê São Paulo-Rio de Janeiro, Org. Maria C. Schicchi e Dênio Benfatti. Ed. Oculum Ensaios. 2004. ISBN 8588027046
- «Praça XV: Quatro Séculos de Transformações». In Paço Imperial, Org. Lauro Cavalcanti. Ed. Paço Imperial/MinC IPHAN. 2005. ISBN 8570830785
- «Evolução Urbanística da Cidade do Rio de Janeiro». Ed. Centro de Arquitetura e Urbanismo, Prefeitura da Cidade do Rio de Janeiro. 2008
- «Praia de Copacabana: Um Ícone Carioca». In Revista do Arquivo Geral da Cidade do Rio de Janeiro, núm. 3. Ed. Arquivo Geral da Cidade do Rio de Janeiro. 2009. ISSN 19836081 Verifique |issn= (ajuda)
- «Virzi, Antônio, Arquiteto: O Espaço em Trânsito». In Revista Brasileira, Ano 15. Num. 60. Ed. Academia Brasileira de Letras. 2009. ISSN 0103-7072
- «A Cidade e o Legado». Jornal O Globo. 2012